# Алиновка (Черняховский район)
Алиновка (укр. Алинівка, Аліновка, пол. Alinówka) — упраздненная чешская колония Славовского сельского совета Черняховского района Житомирской области.

## Население
Численность населения: 1899 г. — 19 домов и 99 жителей, 1906 г. — 27 домов и 153 жителя, 1911 г. — 28 домов и 147 жителей, 1923 г. — 26 домов и 178 жителей, 1924 г. — 30 домов и 179 жителей (с преобладанием населения чешской национальности), 1927 г. — 35 домов и 185 жителей.

## История
Основана в 1893 году. Располагалась в полукилометре южнее с. Славов. Главным занятием колонистов было земледелие, важной отраслью которого было выращивание хмеля.
В конце 19 века — колония Горошковской волости Житомирского уезда Волынской губернии, в 29 верстах от г. Житомир. В 1905 году хозяйства в Алиновке произвели 400 коп хмеля.
В 1906 году колония входила в состав Горошковской волости (1-го стана) Житомирского уезда Волынской губернии. Расстояние до губернского и уездного центра, г. Житомир, составляло 26 верст, до волостной управы в местечке Горошки — 16 верст. Почтовое отделение — Горошки. В 1917 году размер полеводческих площадей составлял 279,5 десятин земли.
В 1923 году колония вошла в состав вновь созданного Славовского сельского совета, который от 7 марта 1923 года включен в состав новообразованного Кутузовского (впоследствии — Володарский) района Житомирского (впоследствии — Волынский) округа. Размещалась в 18 верстах от районного центра, мест. Кутузово, и 3 версты от центра сельского совета, с. Славов. 28 сентября 1925 года колония, в составе сельсовета, передана в Черняховский район Волынского округа.
Снята с учёта населенных пунктов в 1939 году.